# Konditorei

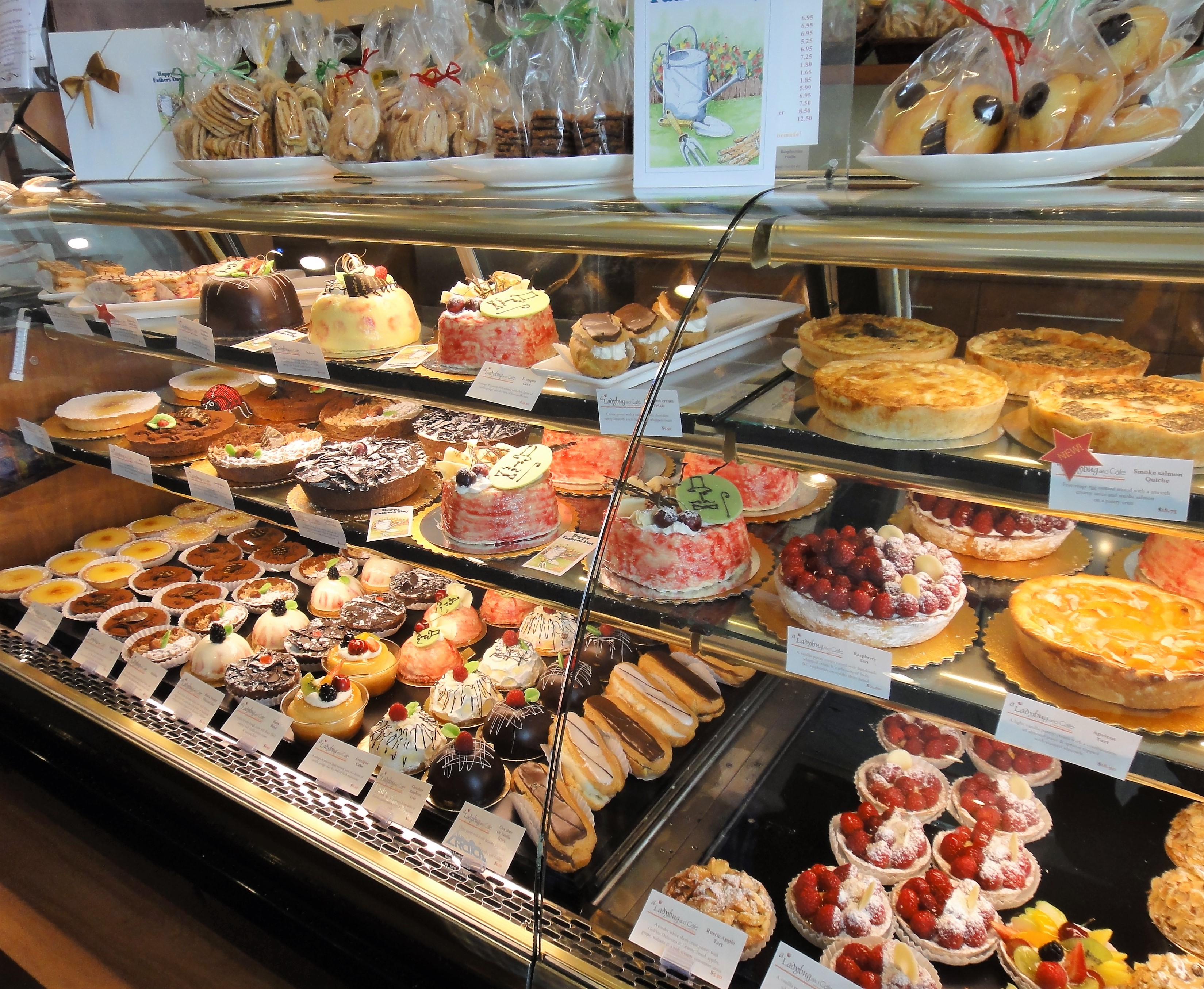
Auslage einer Konditorei in Calgary, Kanada

Eine Konditorei (auch Confiserie, Zuckerbäckerei oder Patisserie genannt) ist ein Handwerksbetrieb, in dem Fein- oder Süßgebäck hergestellt und meist im angeschlossenen Laden verkauft werden. Die zugehörige Berufsbezeichnung lautet Konditor bzw. Zuckerbäcker. Viele Konditoreien sind mit einem Café kombiniert.
Wichtige Erzeugnisse einer Konditorei sind Torten, Kuchen, Pralinés, Petits Fours, Speiseeis und Pâtisserie. Der Baumkuchen gilt traditionell als Symbol des Konditorenbundes. Konditoreiwaren gelten bis heute oftmals als Luxusprodukte. Die Produkte einer Konditorei werden vom Feinbäcker in der Backstube hergestellt. Bisweilen verwenden Konditoren Fertigbackmischungen und Convenience-Produkte, wie z. B. Fruchtpürees, bedruckte Marzipandecken oder Flüssigeiweiß.

## Begriff
Die Konditorei grenzt sich von der Bäckerei dadurch ab, dass dort keine Brotwaren produziert werden und oft mehr die künstlerische Seite des Handwerks betont wird. Entstanden ist das Handwerk durch die Spezialisierung von bestimmten Bäckern auf das Herstellen von süßem Brot, das mit kandierten Früchten oder Ähnlichem angereichert wurde. Der Ausdruck „Konditor“ stammt ab von lateinisch condīre (einlegen, einmachen, lecker zubereiten, würzen). Die im 18. Jahrhundert aufgekommene, heute noch regional verbreitete Form „Kanditor“ leitet sich vom Kandieren ab. Der im 16. Jahrhundert geläufige Begriff Condita bezeichnete unter anderem pflanzliche Drogen, Früchte, Fruchtschalen und Wurzeln, die nach vorherigem Aufkochen nochmals in Wasser mit Zuckersirup gekocht und dann getrocknet wurden, wobei der Zucker darauf auskristallisierte.

## Entwicklung des Konditorenberufes

### Lebkuchen

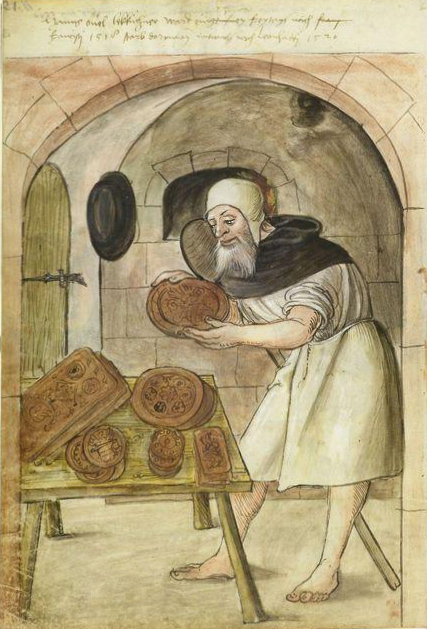
Lebküchner um 1520

Der Beruf des Konditors entwickelte sich aus dem Beruf des Bäckers. Nachdem die Bäcker im Spätmittelalter (15. Jahrhundert) die Kunst des Brotbackens beherrschten, verfeinerten einige von ihnen die Teige mit Honig, Trockenfrüchten und Gewürzen. Diese Spezialisten nannten sich Lebküchler, Lebküchner oder Lebzelter. 1643 gründeten sie im Nürnberger Raum eine Lebkuchenzunft. Die Lebkuchenhersteller betrieben gleichzeitig mit dem Wachs, dem Nebenprodukt des Honigs, ein weiteres Gewerbe: die Wachszieherei. Sie belieferten Kirchen und Haushalte mit kunstvollen Kerzen, Wachsfiguren und Wachsbildern. Sie schnitzten selbst hölzerne Modelle, in die sie das Wachs für oft prachtvolle Wachsbilder gossen. Die anspruchsvolle künstlerische Tätigkeit der Wachszieherei wurde bis in die jüngste Vergangenheit von einigen Konditoreien betrieben. Aus den Lebküchnern entwickelten sich später die Zuckerbäcker und dann die Konditoren.

### Zucker und Gewürze aus dem Orient
Mit dem Seehandel kamen in die Hafenstädte Genua und Venedig größere Mengen an Gewürzen und Zucker aus dem Orient. Der Zucker übte eine unglaubliche Anziehungskraft aus, blieb aber wegen der Kostbarkeit den Reichen vorbehalten. Der Beruf des Zuckerbäckers war anfangs mit dem des Apothekers verbunden, da nur er mit den exotischen Kostbarkeiten Handel treiben durfte. Das Wort „Konfekt“ für Süßigkeiten stammt aus der Sprache der auch confectionari genannten Arzneimittelhersteller. Confectio war (so im 16. Jahrhundert) die Bezeichnung für eine aus mehreren, mit süßem Saft oder süßer Flüssigkeit (etwa Honig, Wein oder Sirup) innig vermischten Zutaten bestehende Latwerge.

### Marzipanherstellung
Die Venezianer brachten im 14. Jahrhundert Marzipan nach Mitteleuropa, ein Konfekt aus Mandeln, Zucker und Rosenwasser. Es war eine ideale Modelliermasse für Marzipanbilder, die mit selbst hergestellten Pflanzenfarben kunstvoll bemalt und nicht selten mit Blattgold verziert wurden. Auch Marzipan wurde in der frühen Neuzeit in Apotheken gehandelt.

### Schokolade in der Konditorei
Nach der Entdeckung Amerikas gelangte Schokolade nach Europa, wurde zunächst aber vor allem als Trinkschokolade genossen. Erst als dem Holländer van Houten 1828 das Abpressen der Kakaomasse gelang, standen zusätzlich Kakaobutter und Kakaopulver als Rohstoffe zur Verfügung. Mithilfe der mit Kakaobutter verdünnten Schokolade wurden alle denkbaren Figuren gegossen und die Kakaomalerei mit Kakaopulver wurde für Tortenverzierungen beliebt. Es entstand der Beruf des „Chocolatiers“ als Spezialist unter den Konditoren. In der Konditorei nahm die Schokolade nun einen bedeutenden Platz ein. Die Schokoladentorte des Franz Sacher, 1832 Schokoladenkoch beim Fürsten Metternich in Wien, ist ein Beispiel dafür.

## Handwerk des Konditors

### Berufsbild

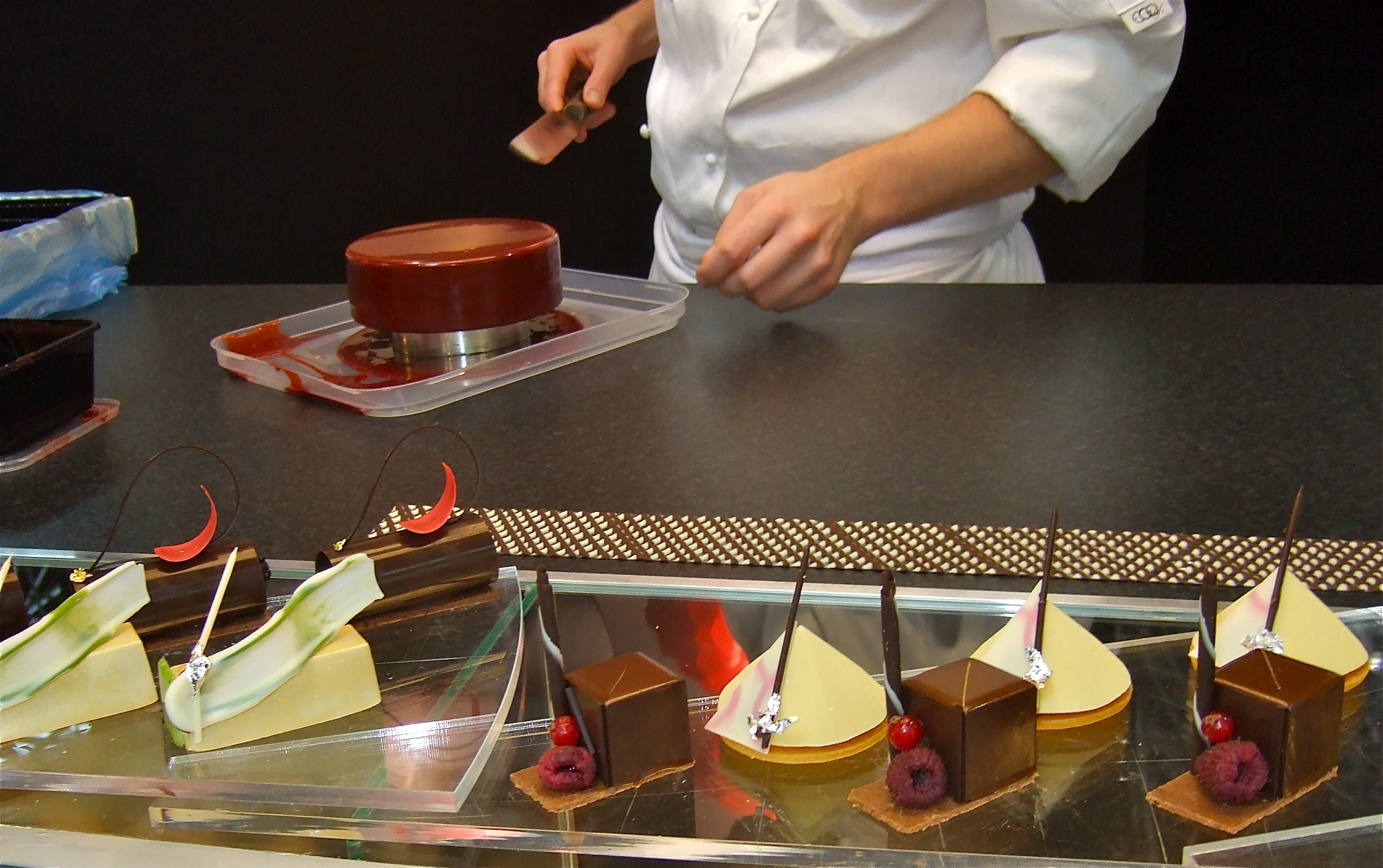
Konditor bei der Arbeit

Ein Konditor ist ein Handwerker, der sich auf die Herstellung von Feinbackwerk spezialisiert hat. Torten, Kuchen und Speiseeis gehören ebenso in seinen Tätigkeitsbereich wie Teegebäck, Pralinen, Hohlfiguren, gefüllte Teile, Konfekt und kandierte Früchte. Auch Dekorarbeiten aus Marzipan, Schokolade und Zucker sind das Spezialgebiet der Konditoren. Dabei gibt es einige Überschneidung mit dem Bäcker, einige Konditoren sind gleichzeitig Bäcker. Als Maria Theresia die erste Zuckerbäckerinnung in Innsbruck zuließ, wurde das Handwerk Zuckerbäcker in Konditor umbenannt. In der Schweiz gibt es die Berufsbezeichnung „Konditor-Confiseur“ bzw. seit 2011 „Bäcker-Konditor-Confiseur“. Der Konditor stellt Süßgebäck her, während der Confiseur sich auf Zucker- und Schokoladespezialitäten spezialisiert hat. Zu den handwerklich anspruchsvollsten Arbeiten gehört die Herstellung von Hochzeitstorten.
Zwar kann die Industrie in kürzerer Zeit wesentlich mehr Produkte herstellen, die außerdem in der Qualität 100%ig gleich sind, dennoch müssen die Arbeitsvorgänge und Rohstoffe an die Maschinen angepasst werden, um optimale Abläufe zu garantieren. Deshalb können bestimmte Arbeitstechniken oder Rohstoffzusammenstellungen in der Industrie nicht angewandt werden.

### Aus- und Weiterbildung

#### Deutschland

Beispiele aus einer Konditor-Gesellenprüfung

Wie der Bäcker ist auch der Konditor ein Ausbildungsberuf, der in einer dreijährigen Lehrzeit erlernt wird und bei dessen erfolgreichem Abschluss man einen Gesellenbrief erhält. Beim Beruf Konditor gibt es einen Meisterbrief, der nach Teilnahme an einem Vorbereitungskurs (Dauer zwischen 3 und 12 Monate je nach Schule und Bundesland) durch eine Meisterprüfung vor der Handwerkskammer erworben werden kann. Der Meisterbrief ist Voraussetzung für das Führen eines eigenen Konditoreibetriebes und die Ausbildung von Lehrlingen. In Berufsschulen werden überbetriebliche Unterweisungskurse mit speziellen Themen angeboten, die nicht in jedem Ausbildungsbetrieb vermittelt werden können (wie Eisherstellung, Pâtisserie). Nach dem Abschluss als Konditormeister ist es auch möglich, bestimmte Studiengänge auf der Universität zu belegen, um einen anderen Beruf im Lebensmittelbereich zu ergreifen.

#### Österreich
Die dreijährige Lehre erfolgt in Österreich ebenfalls im dualen Ausbildungssystem an Berufsschulen und bei gewerblichen und industriellen Lehrbetrieben. Bei verwandten Lehrberufen verkürzt sich die Ausbildungszeit, das gilt z. B. für Bonbon- und Konfektmacher oder Bäcker. Die Ausbildung wird mit der Lehrabschlussprüfung abgeschlossen. Diese ist die Voraussetzung für eine Weiterbildung zum Meister. Im Gegensatz zu Deutschland ist eine Meisterprüfung nicht zwingend notwendig für eine Gewerbeberechtigung, sie erleichtert aber deren Erteilung. Den Zugang zu Höherqualifizierungen an Universitäten und Fachhochschulen erlangt man in Österreich durch Ablegung der Berufsmatura (Berufsreifeprüfung), die sich aus der Lehrabschlussprüfung und vier weiteren Prüfungen zusammensetzt.

#### Schweiz
siehe Bäcker-Konditor-Confiseur

## Bekannte Konditoren
- Nicolas Appert (1749–1841), Erfinder der Konserve
- Heinrich Georg Erbshäuser (1844–1905), vermutlich Erfinder der Prinzregententorte
- Paul Fürst (1856–1941), Erfinder der Mozartkugel
- Hugo Hoffmann (1844–1911), Mitbegründer der Firma Sarotti
- Josef Keller (1887–1981), Erfinder der Schwarzwälder Kirschtorte
- Richard Kurth (1908–1970), Erfinder der Ischler Törtchen
- Bernhard Lambrecht (1897–1971), Gründer der „Fachschule für neue Konditorkunst“ in Wolfenbüttel
- Josef Nickerl, Erfinder des Zaunerstollens, 1905 in Bad Ischl
- Heinrich Schabbel (1861–1904), Erfinder des Hanseaten
- Hannes Weber (* 1979), Konditor und SWR-Moderator
- Andrea Schirmaier-Huber, Konditorenweltmeisterin und TV-Jurorin
- Bernd Siefert (* 1967), Weltmeister des Konditorhandwerks 1997, sechsmal hintereinander deutscher Meister des Konditorhandwerks
- J. M. Erich Weber (1885–1961), Verleger, Autor, Konditormeister und Gastronom

## Museen
- Im unterfränkischen Kitzingen gibt es das Conditorei-Museum.
- In Kraichtal-Gochsheim bei Karlsruhe gibt es das Deutsche Zuckerbäckermuseum.